# Johanna Borchert

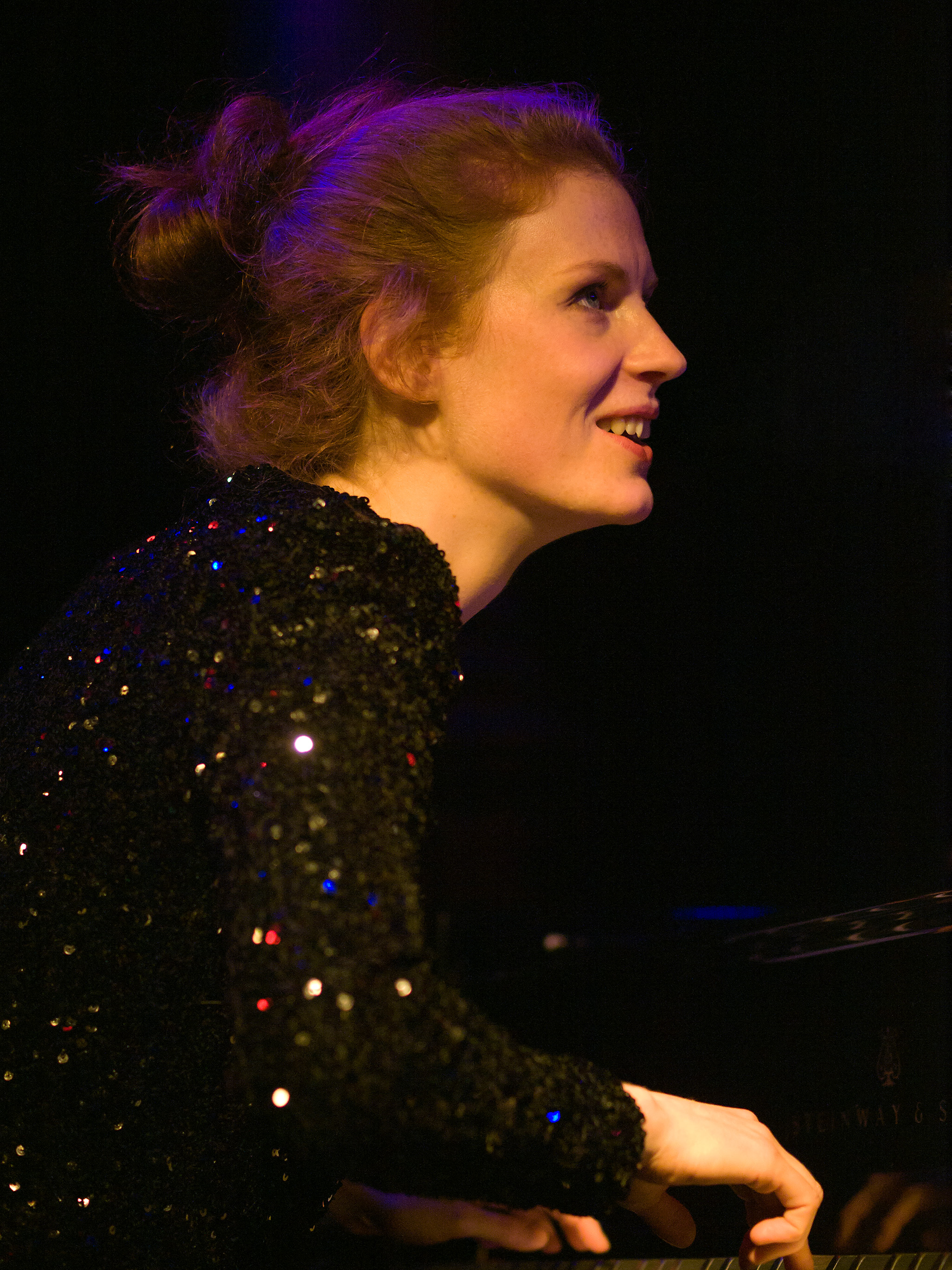
Johanna Borchert in der Münchner Unterfahrt 2011

Johanna Borchert (* 1983 in Berlin) ist eine deutsche Jazzpianistin, -sängerin und Komponistin.

## Leben und Wirken
Borchert wuchs in Bremen auf. Nach einem Jazzklavier- und Kompositionsstudium an der Universität der Künste Berlin und am Rytmisk Musikkonservatorium in Kopenhagen, wo u. a. David Friedman, Hubert Nuss und Django Bates sie ausbildeten, folgten Aufenthalte im indischen Chennai zum Studium klassischer indischer Musik und im kalifornischen Mills College zur Zusammenarbeit mit Fred Frith und Chris Brown.
Sie lebt und arbeitet heute in Kopenhagen. Ebenso wie mit der Band Schneeweiss & Rosenrot, mit der sie drei Alben vorlegte, tourte sie auch mit ihrem Bandprojekt Little Red Suitcase durch viele Länder Europas, aber auch in Asien und Nordamerika. Seit 2010 ist Borchert auch mit Soloprogrammen unterwegs. Ihren Auftritt im A-Trane (mit Markus Pesonen (g), Julian Sartorius (dr) und Derek Sherley (b)) auf dem Jazzfest Berlin 2014 sendete Deutschlandradio Kultur am 2. Februar 2015 als Mitschnitt.
Borchert wirkte zudem als Musikerin an Theaterproduktionen mit; in Alia Luques Inszenierung von Ödipus / Antigone im Landestheater Niederösterreich hatten ihre Solo-Improvisationen am Piano eine tragende Rolle. Mit ihrem von Neill Cardinal Furio produzierten Konzeptalbum Amniotic meldete sie sich nach ihrer zweiten Schwangerschaft 2022 als Songpoetin, Sängerin und Pianistin zurück. Weiterhin arbeitete sie in den Projekten M¢ntvaskmusik mit Qarin Wikström, einem Duo mit Bassist Miles Perkin sowie einem Trance-Improvisations-Duo mit dem Schlagzeuger Anders Vestergaard. Sie ist auch auf Alben von The Norman Conquest und Zola Mennenöh zu hören.

## Preise und Auszeichnungen
Im Jahr 2012 wurde sie mit dem Nonett The Big Bang, das Kompositionen von ihr und von Elena Setién interpretierte, bei den Danish Music Awards nominiert. Bereits zuvor war dort 2006 die CD They’ll learn much more than you’ll never know von Little Red Suitcase nominiert, sowie 2008 die CD Temporarily Out of Order. 2012 gewann sie mit Schneeweiss & Rosenrot den Neuen Deutschen Jazzpreis. 2015 wurde sie für ihr Album FM Biography mit dem Echo Jazz in der Kategorie „beste Sängerin national“ ausgezeichnet.

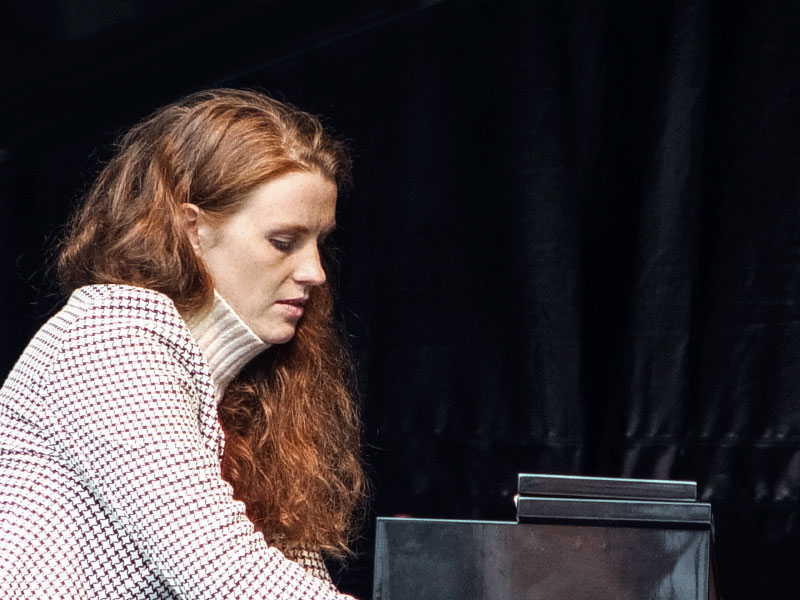
Johanna Borchert
Aarhus Jazz Festival 2009

## Diskographische Hinweise
- Ultrektement (2005, RMC Record Label)
- Little Red Suitcase They’ll Learn Much More Than You’ll Never Know (2006)
- Little Red Suitcase Temporarily Out of Order (2007, mit Elena Setién)
- The Big Bang Little Red Big Bang (ILK, 2012, mit Elena Setién, Jimmy Nyborg, Jeppe Hejgaard, Kevin Christensen, Jesper Løvdal, Jakob Munck, Peter Bruun, Jonas Westergaard)
- Orchestre Ideal (2012, WhyPlayJazz)[5]
- FM Biography (2014, Enja/Yellowbird, mit Fred Frith, Shahzad Ismaily, Julian Sartorius)
- Love or Emptiness (2017, Enja, mit Peter Meyer, Jonas Westergaard, Moritz Baumgärtner)
- Amniotic (2022, Enja, mit Mika Forsling, Simon Toldam, Peter Bruun)